# The Wise Kids
The Wise Kids es una película dramática estadounidense de 2011 escrita y dirigida por Stephen Cone, con actuaciones de Molly Kunz, Tyler Ross, Allison Torem, Matt DeCaro, Sadieh Rifai y el propio Cone. La película, de estilo coral y centrada en el paso a la adultez, sigue a un grupo de jóvenes de una iglesia bautista en Carolina del Sur mientras enfrentan cuestiones de fe y homosexualidad.

## Sinopsis
La historia transcurre en Carolina del Sur y sigue la vida de tres personajes: Brea (Molly Kunz), la hija de un pastor; Laura (Allison Torem), su mejor amiga y una comprometida creyente; y Tim (Tyler Ross), un joven homosexual que llega a la conclusión de que Dios aceptará su identidad sexual.

## Reparto
- Molly Kunz es Brea
- Tyler Ross es Tim
- Allison Torem es Laura
- Matt DeCaro es Jerry
- Sadieh Rifai es Elizabeth
- Stephen Cone es Austin
- Cliff Chamberlain es Dylan

Fuente:

## Producción

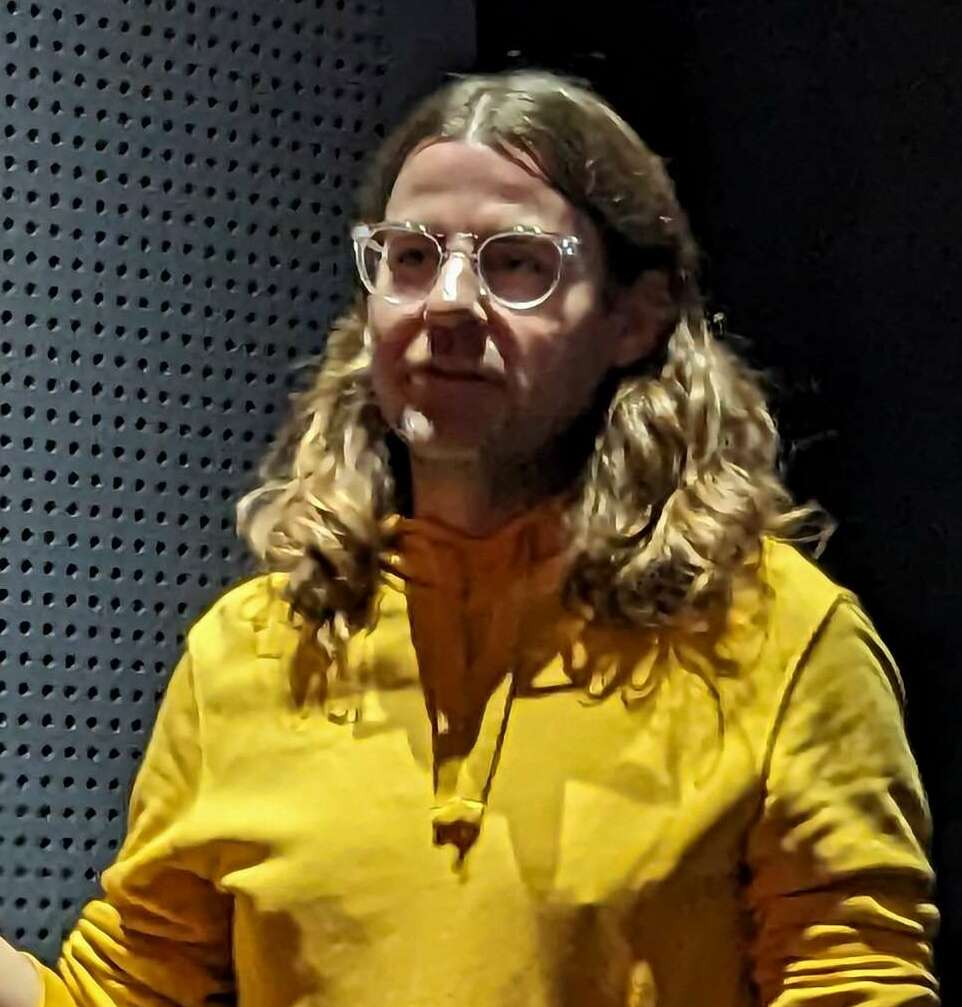
El director Stephen Cone.

Para financiar la realización del filme, el director Stephen Cone lanzó una campaña de micromecenazgo en la plataforma Kickstarter con un objetivo de 17 500 dólares, la cual finalizó el 18 de julio de 2010, recaudando 17 830 dólares. El rodaje se llevó a cabo en Charleston, Carolina del Sur, donde Cone pasó su infancia y adolescencia. Hijo de un pastor bautista, el director describió el proyecto como «parcialmente autobiográfico», comentando que algunas experiencias las vivió, mientras que otras son producto de su curiosidad y de preguntarse sobre la vida de las personas con las que creció.

## Estreno
The Wise Kids tuvo su estreno oficial el 9 de julio de 2011 en el festival Outfest de Los Ángeles, especializado en cine LGBTI. Más adelante se proyectó en el NewFest LGBT de Nueva York el 23 de julio de 2011 y abrió la edición número treinta del Reeling Gay and Lesbian Film Festival. Se estrenó en Charleston el 19 de noviembre del mismo año.
La película fue distribuida por la empresa Wolfe Video, que lanzó una versión en DVD el 8 de enero de 2013.

## Recepción

### Crítica
La película fue bien recibida en general, manteniendo una calificación del 100% en el portal especializado Rotten Tomatoes. Roger Ebert, del Chicago Sun-Times, le otorgó tres de cuatro estrellas posibles y la describió como «honesta, perspicaz y sutil». Robert Koehler, de la revista Variety, elogió el elenco joven, destacando que «no hay villanos fáciles; todos los personajes están retratados con matices y sin burlarse de los creyentes». Stephen Holden, de The New York Times, la calificó como «una exploración sincera de las dificultades de crecer en un entorno protegido», añadiendo que «las actuaciones transmiten la confusión de quienes, queriendo ser fieles a sus creencias, enfrentan deseos que ponen a prueba su estilo de vida. [...] A su manera, esta pequeña película de bajo presupuesto es una reflexión universal sobre cuestiones de identidad personal y elección para las que no hay respuestas fáciles».
Melissa Anderson, de The Village Voice, fue un poco más crítica, opinando que el filme «a veces se detiene demasiado en silencios para dar peso dramático», aunque destacó el trabajo del elenco: «Este error queda eclipsado en última instancia por los excelentes jóvenes actores de Cone, en particular Torem, que se adentra profundamente en el fanatismo y la angustia de su personaje por haberse quedado atrás». Por su parte, el portal de críticas enfocadas en la fe y la familia Dove.org le otorgó una calificación negativa al afirmar que «intenta mostrar cómo la gente necesita amor y aceptación, pero desgraciadamente muestra un comportamiento con el que muchos no se sentirían cómodos, un comportamiento que no revela ninguna consecuencia. Casi al final de la película, la hija de un pastor habla de sus dudas a la hora de creer en Dios y afirma que no sabe en qué cree».

### Premios y reconocimientos
The Wise Kids fue elegida en la lista Critics' Pick del diario The New York Times. Ganó el premio del público a mejor largometraje narrativo en el NewFest y los premios del jurado a mejor largometraje narrativo y mejor elenco en el festival Out on Film. También recibió los premios del jurado a mejor guion y mejor largometraje dramático estadounidense en el evento Outfest.